# Pjedsted-stenen
Pjedsted-stenen er en runesten, fundet i Pjedsted. Stenen sad, indtil 1857, indmuret i kirketårnmuren. 
I 1879 kom blev stenen overdraget til Nationalmuseet.

## Indskrift
| Translitteration | : lai : ristæ :  |
| Transskription   | Lagi(?) ristæ.   |
| Oversættelse     | Lagi(?) ristede. |

Indskriften går fra venstre til højre på stenens bredside.